# Your Pretty Face Is Going to Hell
Your Pretty Face Is Going to Hell è una serie televisiva statunitense del 2013, creata da Casper Kelly e Dave Willis
La serie racconta le avventure di Gary, un impiegato demone il cui obiettivo è quello di catturare le anime della Terra per fare carriera nella società degli inferi. Gary cerca di avanzare nella società per poter essere promosso, ma è troppo stupido, pigro e di buon cuore per far sì che si realizzi il suo sogno. Il titolo della serie è ispirato all'omonima canzone dell'album Raw Power dei The Stooges.
Preceduta da un episodio pilota, La serie è stata trasmessa per la prima volta negli Stati Uniti su Adult Swim dal 18 aprile 2013 al 14 giugno 2019, per un totale di 42 episodi ripartiti su quattro stagioni.
Il 13 luglio 2020, Willis ha annunciato un episodio speciale che sarebbe servito da conclusione per la serie, rivelando la possibilità di un continuo sotto forma di cortometraggi esclusivi per il web in futuro. Il finale è stato successivamente scartato, tuttavia i cortometraggi animati di Your Pretty Face Is Going to Hell: The Cartoon (originariamente intitolata Your Pretty Face Is Going to Hell: The Animated Series), sono stati pubblicati il 21 ottobre 2022 sul canale YouTube ufficiale di Adult Swim.

## Episodi
| Stagione         | Episodi | Prima TV USA | Prima TV Italia |
| ---------------- | ------- | ------------ | --------------- |
| Prima stagione   | 6       | 2013         | inedita         |
| Seconda stagione | 12      | 2015         | inedita         |
| Terza stagione   | 12      | 2016-2017    | inedita         |
| Quarta stagione  | 12      | 2019         | inedita         |
| Corti            | 8       | 2022         | inediti         |

## Personaggi e interpreti

### Personaggi principali
- Gary Bunda (stagioni 1-4), interpretato da Henry Zebrowski.
Un impiegato maldestro che lavora all'Inferno i cui piani per reclutare gli umani spesso falliscono.
- Satana (stagioni 1-4), interpretato da Matt Servitto.
Il capo di Gary che governa l'inferno. In seguito ha svelato il suo vero nome, Darren Farley, affermando che ha scalato i ranghi dei demoni raggiungendo i quadri intermedi, per cui gestisce l'undicesimo cerchio dell'inferno a causa di vari peccati.

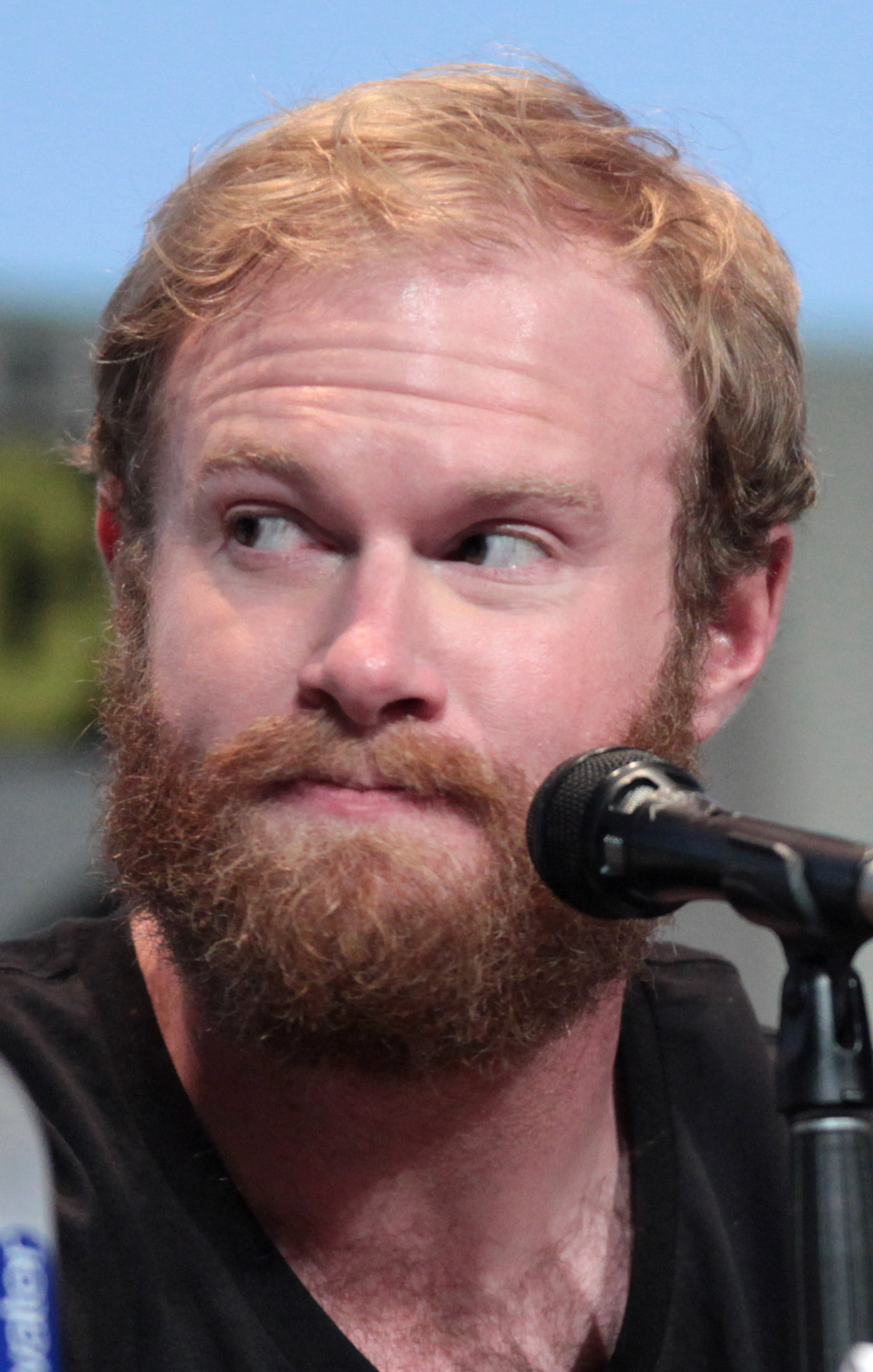
Henry Zebrowski al San Diego Comic-Con nel 2015
Matt Servitto nel 2014

### Personaggi ricorrenti
- Claude Vernon (stagioni 1-4), interpretato da Craig Rowin.
Lo stagista più giovane e più rispettato di Gary, che spesso si presenta a Gary sul posto di lavoro.
- Dizzay (stagioni 1-4), interpretato da Hunter Womack.
- Benji (stagioni 1-4), interpretato da Dan Triandiflou.
Uno dei colleghi di Gary all'inferno, incaricato di realizzare l'orientamento e i video informativi. Ex meteorologo televisivo a Charlotte, è stato arrestato dall'FBI per aver violentato, ucciso e mangiato 143 bambini. Nonostante la sua personalità allegra e amichevole, ha commesso vari reati essendo uno stupratore, un assassino, un cannibale e un molestatore di bambini.
- Lucas (stagioni 1-2), interpretato da Dana Snyder.
Ex compagno di stanza di Gary, ancora vivo. Si mostra infastidito quando Gary è tornato sulla Terra per reclutarlo.
- Troy Ersatz (stagioni 3-4), interpretato da Dana Snyder.
Un collega di Gary che ha sostituito Claude durante la terza stagione. Spesso soffre al fianco di Gary quando i loro piani si ritorcono contro. In un'occasione è stato temporaneamente retrocesso allo stato di "anima torturata".
- Eddie (stagioni 1-4), interpretato da Eddie Pepitone.
Un'anima tormentata, spesso vittima di vari atti di sadismo provocati dai demoni o da Satana stesso. Viene brevemente promosso allo stato di demone quando Troy viene retrocesso durante la terza stagione; tuttavia rimane traumatizzato dagli orrori inflittigli dagli altri demoni, non riuscendo a essere all'altezza del suo lavoro. Viene anch'esso retrocesso a seguito di una scena nella "vita reale" dietro le quinte che raffigurava il rifiuto del suo interprete Eddie Pepitone di sottoporsi alle procedure di trucco.  - Dana Snyder al Florida SuperCon nel 2014

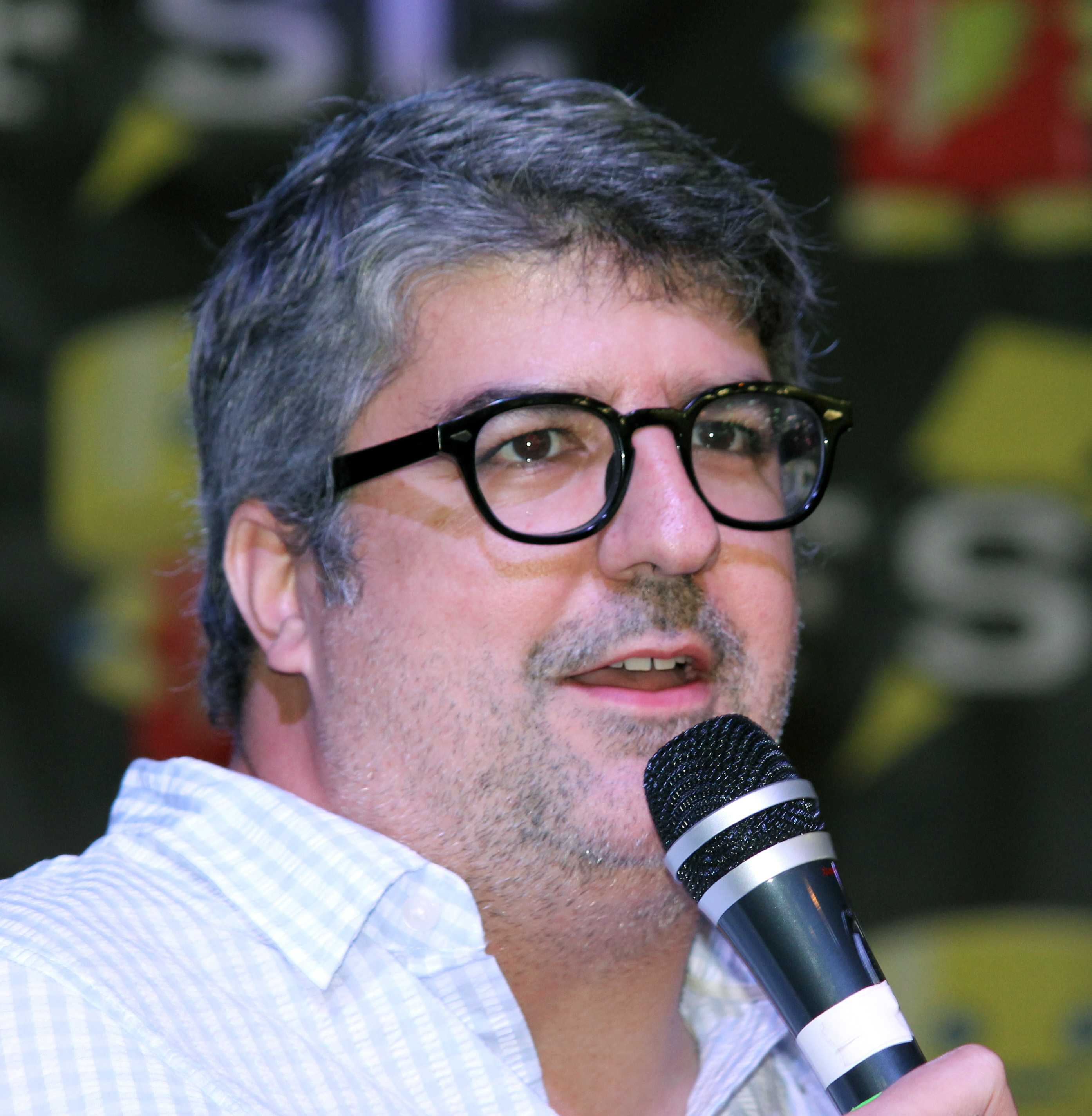
Dana Snyder al Florida SuperCon nel 2014
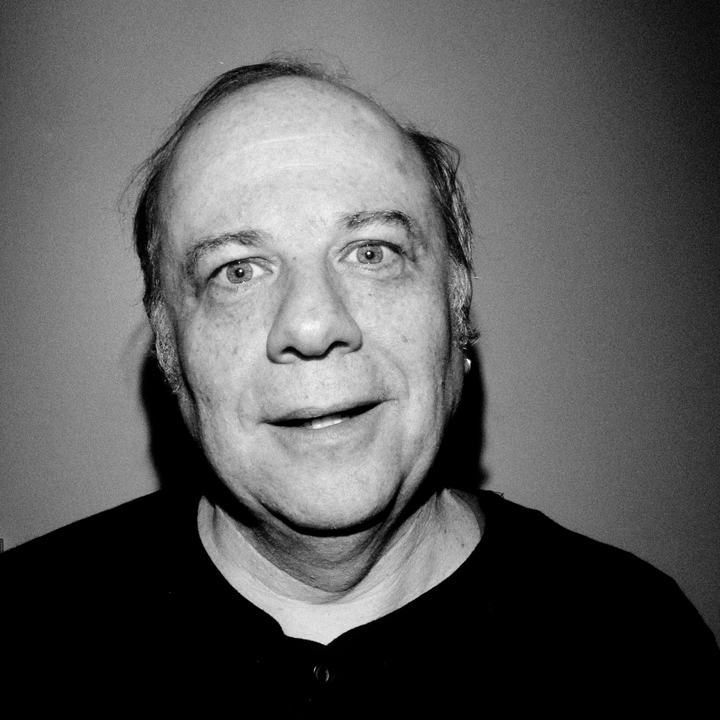
Eddie Pepitone nel 2012

  - Eddie Pepitone nel 2012

### Personaggi secondari
- Krampus (stagioni 2-4), interpretato da Dave Willis.
- Demone William (stagioni 1-4), interpretato da William Tokarsky.
Il primo demone dell'inferno.
- Demone Shane (stagioni 1-2), interpretato da Shane Worth.
- Demone Bob (stagioni 2-3), interpretato da Robert E. Bean.
- Demone Ted (stagioni 2-3), interpretato da Ted Travelstead.
- Demone V.C. (stagioni 2-3), interpretato da V.C. Fuqua.
- Demone Ben (stagioni 3-4), interpretato da Ben Bladon.
- Demone Johnny (stagione 4), interpretato da Johnny Harvill.

## Distribuzione

### Trasmissione internazionale
- 18 aprile 2013 negli Stati Uniti su Adult Swim;[2]
- 2015 nel Regno Unito su Fox;[8]
- 18 febbraio 2016 in Germania su TNT Serie.[9]